# Unité urbaine de Bellegarde - Quiers-sur-Bézonde
L’unité urbaine de Bellegarde - Quiers-sur-Bézonde est une unité urbaine française composée des communes de Bellegarde et Quiers-sur-Bézonde dans le département du Loiret et la région Centre-Val de Loire.
D'après la définition qu'en donne l'Institut national de la statistique et des études économiques (Insee), l'unité urbaine correspond à « une commune ou un ensemble de communes présentant une zone de  bâti continu (pas de coupure de plus de 200 mètres entre deux constructions) qui compte au moins 2 000 habitants ».
Les communes de l'unité urbaine sont classées comme étant « isolées et hors influence des pôles » ; elles sont néanmoins incluses dans la zone d'emploi de Montargis.
C'est l'une des 29 unités urbaines du Loiret.

## Géographie
L'unité urbaine de Bellegarde - Quiers-sur-Bézonde est composée de deux communes situées dans le département du Loiret et la région naturelle du Gâtinais. Ses 2 853 habitants font d'elle la 25e unité urbaine du département.
Le tableau suivant détaille la répartition de l'aire urbaine sur le département (les pourcentages s'entendent en proportion du département) :
| Département | Communes | Communes (%) | Superficie (km²) | Superficie (%) | Population (2008) | Population (%) |
| ----------- | -------- | ------------ | ---------------- | -------------- | ----------------- | -------------- |
| Loiret      | 2        | 0,6          | 21,53            | 0,32           | 2 853             | 0,44           |

### Démographie
La population de l'unité urbaine est en augmentation constante depuis 1968.
| 1968  | 1975  | 1982  | 1990  | 1999  | 2008  |
| ----- | ----- | ----- | ----- | ----- | ----- |
| 1 828 | 2 238 | 2 239 | 2 340 | 2 529 | 2 853 |

Pyramide des âges
Au recensement de 2008, la population comptait 1 488 femmes pour 1 365 hommes.
| Hommes | Classe d’âge | Femmes |
| ------ | ------------ | ------ |
| 0,9    | + 90         | 2,1    |
| 9,8    | 75-89        | 13,7   |
| 12,6   | 60-74        | 14,3   |
| 18,8   | 45-59        | 16,9   |
| 19,6   | 30-44        | 19,1   |
| 18,4   | 15-29        | 14,9   |
| 20,0   | 0-14         | 19,1   |

### Liste des communes
Voici la liste des deux communes de l'unité urbaine de Bellegarde - Quiers-sur-Bézonde, toutes comprises dans le département du Loiret et le canton de Bellegarde.
| Nom                | Code Insee | Statut | Superficie (km2) | Population (dernière pop. légale) | Densité (hab./km2) |
| ------------------ | ---------- | ------ | ---------------- | --------------------------------- | ------------------ |
| Bellegarde         | 45031      |        | 4,93             | 1 743 (2014)                      | 354                |
| Quiers-sur-Bezonde | 45259      |        | 16,61            | 1 164 (2014)                      | 70                 |

## Administration
L'unité urbaine de Bellegarde - Quiers-sur-Bézonde est situé dans l'arrondissement de Montargis et le canton de Lorris ; elle dépend de la communauté de communes du Bellegardois et le syndicat mixte du pays Beauce Gâtinais en Pithiverais.